# Acherontia flavescens
Acherontia flavescens är en fjärilsart som beskrevs av Tutt 1904. Acherontia flavescens ingår i släktet Acherontia och familjen svärmare. Inga underarter finns listade i Catalogue of Life.